# Jeux paralympiques d'hiver de 2034
Les Jeux paralympiques d'hiver de 2034, officiellement connus comme les XVIe Jeux paralympiques d'hiver, auront lieu du 10 au 19 mars 2036 à Salt Lake City et dans l'Utah. 

## Organisation

### Sélection des villes hôtes
Même si le partenariat entre le CIO l'IPC devait se terminer en 2032, chaque nouvel hôte des Jeux olympiques est dans l'obligation d'organiser les Jeux paralympiques. L'organisation des Jeux olympiques d'hiver de 2034 est officiellement attribuée aux États-Unis sous conditions à l'issue d'un vote le 24 juillet 2024 par le CIO lors de sa 142e session.
Rita van Driel, membre du Comité international paralympique, fait partie des 8 personnes composant la commission de futur hôte pour les Jeux d'hiver.

## Sites de compétition
Les sites sont les mêmes que les sites des jeux olympiques mais, avec moins de sports et de disciplines, et un calendrier plus resserré
Salt Lake City
- Rice-Eccles Stadium – Cérémonie d'ouverture et de clôture
- Maverik Center – Hockey sur glace
- Salt Palace – Curling

Zone Wasatch Back (Montagne)
- Soldier Hollow – Biathlon, ski de fond
- Utah Olympic Track – snowboard

Autres lieux
- Snowbasin – Ski Alpin